# Saison 2021-2022 de l'AS Nancy-Lorraine
Maillots
Chronologie
Saison précédente Saison suivante
La saison 2021-2022 de l'AS Nancy-Lorraine est la vingt-quatrième saison du club nancéien en deuxième division du championnat de France, la cinquième consécutive du club à cet échelon, et voit le club engagé dans deux compétitions : la Ligue 2 et la Coupe de France.

## Résumé de la saison
La Ligue 2 2021-2022 est la quatre-vingt troisième édition du championnat de Ligue 2 et la deuxième sous l'appellation « Ligue 2 BKT ». La division oppose vingt clubs en une série de trente-huit rencontres. Nancy participe à cette compétition pour la cinquième fois de suite depuis la saison 2017-2018.
Pour remplacer Jean-Louis Garcia parti à l'issue de la saison précédente, le président Gauthier Ganaye fait appel à l'entraîneur allemand Daniel Stendel, un technicien avec qui il a déjà travaillé lorsqu'il dirigeait le club anglais de Barnsley, et qui est adapté au style de jeu de "contre-pressing" ("gegenpressing") qu'il souhaite voir se développer pour l'équipe durant la saison 2021-2022. Assumant en même temps la présidence du club belge d'Ostende depuis mai 2020, Gauthier Ganaye défend également l'idée d'un recrutement des joueurs basé sur l'utilisation des statistiques avancées ("Data"). 
Ces choix s'avèrent désastreux. Le 24 septembre 2021, après 10 journées de championnat et un nul 1-1 péniblement obtenu à 11 contre 9 face à Amiens lors de la 10e journée, l'AS Nancy-Lorraine ne compte aucune victoire et est lanterne rouge de Ligue 2. Daniel Stendel est alors limogé, et Benoît Pedretti, entraîneur de l'équipe réserve depuis 2018, assure l'intérim . Ne parvenant pas à redresser la situation, il quitte le poste d'entraîneur le 22 décembre 2021, remplacé le 4 janvier 2022 par Albert Cartier, mais l'équipe continue malgré tout de stagner à la dernière place de Ligue 2. Excédés par la gestion du club, les supporters organisent une manifestation inédite le 5 février 2022 pour réclamer du changement. 
Le 22 avril 2022, à la suite d'une défaite 0-3 à domicile face à Quevilly Rouen Métropole où le match n'ira pas à son terme, le club est relégué pour la première fois de son histoire en National. L'ASNL termine à la dernière place du classement, après avoir été lanterne rouge depuis la 5e journée. 

## Transferts

### Transferts estivaux
| Nom                | Nationalité   | Poste     | Transfert           | Provenance/Destination | Division                           |
| ------------------ | ------------- | --------- | ------------------- | ---------------------- | ---------------------------------- |
| Arrivées           |               |           |                     |                        |                                    |
| Nathan Trott       | Angleterre    | Gardien   | Prêt                | West Ham United        | Premier League                     |
| Shaquil Delos      | France        | Défenseur | Libre               | FC Chambly Oise        | National                           |
| Thomas Basila      | France        | Défenseur | Prêt                | KV Ostende             | Jupiler Pro League                 |
| William Bianda     | France        | Défenseur | Prêt                | AS Rome                | Serie A                            |
| Soares             | Guinée-Bissau | Défenseur | Libre               | Batuque FC             | Campeonato Caboverdiano de Futebol |
| Kelvin Patrick     | Cap-Vert      | Milieu    | Libre               | Batuque FC             | Campeonato Caboverdiano de Futebol |
| Elliot Simoes      | Angola        | Milieu    | Libre               | Barnsley FC            | Championship                       |
| Neil El Aynaoui    | France        | Milieu    | Premier contrat pro | Formé au club          | Formé au club                      |
| Lamine Cissé       | France        | Attaquant | Premier contrat pro | Formé au club          | Formé au club                      |
| Mickaël Biron      | Martinique    | Attaquant | Prêt                | KV Ostende             | Jupiler Pro League                 |
| Andrew Jung        | France        | Attaquant | Prêt                | KV Ostende             | Jupiler Pro League                 |
| Mamadou Thiam      | Sénégal       | Attaquant | Prêt                | KV Ostende             | Jupiler Pro League                 |
| Départs            |               |           |                     |                        |                                    |
| Martin Sourzac     | France        | Gardien   | Fin de contrat      | FC Chambly Oise        | National                           |
| Mathias Fischer    | France        | Défenseur | Fin de contrat      | Bourg-en-Bresse 01     | National                           |
| Christopher Wooh   | France        | Défenseur | Fin de contrat      | RC Lens                | Ligue 1                            |
| Ernest Seka        | Guinée        | Défenseur | Fin de contrat      | Libre                  |                                    |
| Aurélien Nguiamba  | France        | Milieu    | Fin de contrat      | Libre                  |                                    |
| Serge N'Guessan    | Côte d'Ivoire | Milieu    | Fin de contrat      | Libre                  |                                    |
| Kenny Rocha Santos | Cap-Vert      | Milieu    | Fin de contrat      | KV Ostende             | Jupiler Pro League                 |
| Amine Bassi        | Maroc         | Milieu    | Fin de contrat      | FC Metz                | Ligue 1                            |
| Mehdi Merghem      | France        | Milieu    | Retour de prêt      | EA Guingamp            | Ligue 2                            |
| Mons Bassouamina   | France        | Milieu    | Fin de contrat      | FC Bastia-Borgo        | National                           |
| Mickaël Biron      | Martinique    | Attaquant | Prêt                | KV Ostende             | Jupiler Pro League                 |
| Ousmane Cissokho   | Sénégal       | Attaquant | Fin de contrat      | Libre                  |                                    |
| Andé Dona Ndoh     | Cameroun      | Attaquant | Fin de contrat      | Libre                  |                                    |
| Yanis Barka        | France        | Attaquant | Fin de contrat      | Libre                  |                                    |
| Rayan Philippe     | France        | Attaquant | Retour de prêt      | Dijon FCO              | Ligue 2                            |
| Aurélien Scheidler | France        | Attaquant | Retour de prêt      | Dijon FCO              | Ligue 2                            |

### Transferts hivernaux
| Nom              | Nationalité                      | Poste      | Transfert | Provenance/Destination | Division |
| ---------------- | -------------------------------- | ---------- | --------- | ---------------------- | -------- |
| Arrivées         |                                  |            |           |                        |          |
| Albert Cartier   | France                           | Entraîneur | Libre     | -                      | -        |
| Antonin Bobichon | France                           | Milieu     | Prêt      | Angers SCO             | Ligue 1  |
| Yeni Ngbakoto    | République démocratique du Congo | Attaquant  | Libre     |                        |          |
| Thomas Fontaine  | France                           | Défenseur  | Libre     | FC Lorient             | Ligue 1  |

## Championnat

### Retour

#### Classement
Extrait du classement de Ligue 2 2021-2022
| Rang | Équipe                         | Pts | J  | G  | N  | P  | Bp | Bc | Diff | Promotion, qualification ou relégation |
| ---- | ------------------------------ | --- | -- | -- | -- | -- | -- | -- | ---- | -------------------------------------- |
| 16   | Valenciennes FC                | 44  | 38 | 10 | 14 | 14 | 34 | 47 | −13  |                                        |
| 17   | Rodez AF                       | 43  | 38 | 10 | 13 | 15 | 32 | 42 | −10  |                                        |
| 18   | Quevilly Rouen Métropole P (O) | 40  | 38 | 10 | 10 | 18 | 33 | 50 | −17  | Participation au barrage de relégation |
| 19   | USL Dunkerque (R)              | 31  | 38 | 8  | 7  | 23 | 28 | 53 | −25  | Relégation en National                 |
| 20   | AS Nancy Lorraine (R)          | 27  | 38 | 6  | 9  | 23 | 32 | 69 | −37  | Relégation en National                 |

## Joueurs

### Effectif professionnel actuel
Le tableau ci-dessous recense l'effectif professionnel de l'AS Nancy-Lorraine pour la saison 2021-2022.